# Campeonato Brasileiro de Beisebol de 2023
O LXXVI Campeonato Brasileiro de Beisebol Adulto, é a 76.ª edição da competição de beisebol entre as equipes brasileiras, realizado em 2023 dividido em 2 etapas, Fase inicial, disputada entre 11 equipes, e a Fase Final, disputada entre 8 equipes.

## Fase Inicial
Para a Fase Inicial, as 11 equipes foram divididas em 3 grupos: grupo A, com seis equipes, grupo B, com quatro equipes, e grupo C, composto apenas por Marília, a equipe campeã da edição passada .
| Grupos  | Equipes                                                             |
| ------- | ------------------------------------------------------------------- |
| GRUPO A | Anhanguera, Atibaia, Gecebs, Ibiúna, Medicina USP, Nippon Blue Jays |
| GRUPO B | Londrina, Maringá, Nikkei Curitiba, Pinheiros                       |
| GRUPO C | Marília                                                             |

Para a Fase Final se classificam oito equipes, sendo elas as quatro primeiras equipes classificadas no Grupo A, as duas primeiras equipes do grupo B, a única equipe do grupo C e a equipe com melhor índice técnico entre o quinto colocado do Grupo A e o terceiro colocado do grupo B.

### Tabela de Jogos
Os jogos aconteceram entre os dias 15 e 30 de Julho, aos finais de semana, em várias sedes (Ibiúna e Santana de Parnaíba, em São Paulo, e Curitiba no Paraná).
Jogos do Sábado (15/07/2023)
- J01		N. Blue Jays	1	x	0	Atibaia
- J02		Gecebs	1	x	3	Med. USP
- J03		Anhanguera	5	x	11	Ibiúna
- J16		Pinheiros	8	x	1	N. Curitiba
- J17		Londrina	3	x	0	Maringá
- J18		N. Curitiba	10	x	7	Maringá
- J19		Pinheiros	0	x	10	Londrina

Jogos do Domingo (16/07/2023)
- J04		Atibaia	10	x	4	Ibiúna
- J05		Med. USP	7	x	6	Anhanguera
- J06		N. Blue Jays	7	x	1	Gecebs
- J20		Londrina	4	x	3	N. Curitiba
- J21		Maringá	4	x	2	Pinheiros

Jogos do Sábado (22/07/2023)
- J07		Gecebs	1	x	6	Atibaia
- J08		Anhanguera	7	x	5	N. Blue Jays

Jogos do Domingo (23/07/2023)
- J09		Ibiúna	3	x	5	Med. USP

Jogos do Sábado (29/07/2023)
- J10		Atibaia	13	x	6	Med. USP
- J11		N. Blue Jays	8	x	3	Ibiúna
- J12		Gecebs	3	x	10	Anhanguera

Jogos do Domingo (30/07/2023)
- J13		Anhanguera	7	x	6	Atibaia
- J14		Ibiúna	10	x	6	Gecebs
- J15		Med. USP	2	x	9	N. Blue Jays

### Classificação
| Classificação | Equipe           |
| ------------- | ---------------- |
| 1º            | Nippon Blue Jays |
| 2º            | Medicina USP     |
| 3º            | Anhanguera       |
| 4º            | Atibaia          |
| 5º            | Ibiúna           |
| 6º            | Gecebs           |

| Classificação | Equipe          |
| ------------- | --------------- |
| 1º            | Londrina        |
| 2º            | Pinheiros       |
| 3º            | Nikkei Curitiba |
| 4º            | Maringá         |

#### Classificação para a Fase Final
Ao fim dos jogos da Fase Inicial, a equipe de Ibiúna (5º colocado do grupo A) obteve um melhor desempenho técnico do que a equipe Nikkei Curitiba (3º colocado do Grupo B), obtendo a última vaga da Fase Final.
| Grupo   | Classificação | Equipe           |
| ------- | ------------- | ---------------- |
| Grupo A | 1º            | Nippon Blue Jays |
| Grupo A | 2º            | Medicina USP     |
| Grupo A | 3º            | Anhanguera       |
| Grupo A | 4º            | Atibaia          |
| Grupo A | 5º            | Ibiúna           |
| Grupo B | 1º            | Londrina         |
| Grupo B | 2º            | Pinheiros        |
| Grupo C | -             | Marília          |

## Fase Final
A Fase Final acontece entre os dias 19 e 20 de Agosto, sendo disputadas entre as 8 equipes classificadas da Fase Inicial.